# Turritella hookeri
Turritella hookeri là một loài ốc biển, là động vật thân mềm chân bụng sống ở biển thuộc họ Turritellidae.

## Miêu tả
Độ dài vỏ lớn nhất ghi nhận được là 36 mm.

## Môi trường sống
Độ sâu nhỏ nhất ghi nhận được là 9 m. Độ sâu lớn nhất ghi nhận được là 156 m.